# Ferenc Temesi
Ferenc Temesi (n. 30 noiembrie 1949) este un scriitor, traducător, dramaturg, scenarist maghiar.
Opera cu cel mai mare succes:Por (Praful) în anul 1986 prin care a creat în Ungaria genul literar al "romanului dicționar".
1. ↑  Czech National Authority Database, accesat în 1 martie 2022